# Скейлз, Роберт
Роберт Х. Скейлз-младший (англ. Robert H. Scales, Jr.; род. 6 августа 1944, Гейнсвилл, Алачуа, Флорида, США) — американский военный деятель, генерал-майор армии США в отставке, писатель, журналист, новостной комментатор и военный аналитик.

## Биография

### Молодые годы и семья
Роберт Х. Скейлз-младший родился 6 августа 1944 года в Гейнсвилле (штат Флорида). Его отец, Роберт Скейлз-старший, был кадровым офицером Армии США, окончившим Офицерскую кандидатскую школу в Форт-Бивере (штат Виргиния) и Инженерский офицерский базовый курс во Флориде, где познакомился со своей будущей женой Клайд, до ухода на Тихоокеанский фронт Второй мировой войны в качестве водителя машины-амфибии.
В детстве Роберт-младший любил читать книги о военной истории, в частности о гражданской войне, мечтая стать похожим на своего отца. В Барденской начальной школе в Форт-Бивере он учился вместе с чернокожими сверстниками, на что отрицательно реагировала мать — аристократичная белая женщина-южанка, а отец в первый раз прикрикнул на неё: «Так что, Клайд, что это правильно, что чёрные дети были в классе Бобби. Их отцы заплатили за право, чтобы их дети ходили в школу с моим сыном. Они проливают свою кровь в Корее. Их дети могут пойти в Барден».

### Военная карьера
В 1966 году Роберт Скейлз-младший окончил Военную академию США «Вест-Пойнт», став 422-м в классе из 580 человек, в число которых входил и Уэсли Кларк. После этого он был введён в эксплуатацию в качестве полевого артиллерийского офицера и отправлен в Западную Германию, не надеясь отправиться на Вьетнамскую войну. После двух лет в Европе, он был наконец отправлен в Южный Вьетнам, но прошёл ещё год, прежде чем он смог принять участие в реальных боевых действиях.
В 1969 году, после смерти командира артиллерийской батареей, Скейлз занял его должность в штабе 101-й воздушно десантной дивизии. В мае—июне он находился на линии фронта в долине Ашау у границы с Лаосом, где принял участие в сражении за высоту «Гамбургер», имевшем целью перекрыть тропу Хо Ши Мина. На рассвете 14 июня, около сотни северовьетнамских солдат атаковали и ненадолго захватили огневую базу «Берхтесгаден», убив 11 и ранив 43 человека. Во время трёх приступов обороны базы, несмотря на раздававшиеся вокруг взрывы, Скейлз успешно и до конца командовал своими артиллерийскими единицами, стрелявшими по врагу, оказывал помощь своим людям и давал радио-инструкции пилотам боевых вертолётов по ведению заградительного огня. За свои действия он был награждён Медалью «Серебряная звезда».
В том же году он вернулся в США, где столкнулся с презрением гражданских лиц и ощущением поражения армии. С 1971 по 1973 год Скейлз учился в Университете Дьюка, который окончил со степенью магистра и доктора философии в области истории.
С 1982 по 1983 год Скейлз был командиром батальона полевой артиллерии в Пханмунджоме (Южная Корея). С 1986 по 1988 год он занимал должность заместителя начальника штаба 5-го корпуса Армии США, базировавшегося во Франкфурте (Западная Германия). В 1990 году Скейлз был командиром Школы полевой артиллерии Армии США в Форт-Силле (штат Оклахома). В 1991 году Скейлз был назначен директором специальной исследовательской группы операции «Буря в пустыне», став автором официального отчёта Армии США о войне в Персидском заливе — книги «Certain Victory», изданной в 1994 году. С 1995 по 1997 год Скейлз был заместителем начальника штаба Командования тренировки и доктрины Армии США в Форт-Монро (штат Виргиния). На этом посту он создал первую в истории Армии программу «Army After Next» — план строительства вооружённых сил будущего. В 1997 году он стал 44-м комендантом Военного колледжа Армии США в Карлайле (штат Пенсильвания).
В ноябре 2000 года Скейлз ушёл в отставку в звании генерал-майора после 34 лет военной службы.

### В отставке

#### Писательство и журналистика
После ухода в отставку, Скейлз продолжил писательскую деятельность, начал публиковать многочисленные статьи в нескольких европейских и американских военных журналах, а количество написанных им книг достигло семи. Изданная в 2003 году книга «Yellow Smoke: The Future of Land Warfare for America’s Military (Role of American Military Power)» была включена конгрессменом Айком Скелтоном в Список книг национальной безопасности, поддерживаемый Университетом национальной обороны.
Как авторитетнейший исследователь современности и будущего войны, Скейлз читал лекции по войне в академических, правительственных, военных и деловых кругах в Австралии, Азии, на Ближнем Востоке, в Европе и Южной Америке. Помимо этого, он был комментатором по вопросам военной истории, будущего войны и оборонной политик для радио- и теле-компаний, таких как «BBC», «National Public Radio», «Fox News Channel», «The History Channel», «The Discovery Channel», «PBS» и «Star Television», а его статьи печатались в изданиях «The New York Post», «The Wall Street Journal», «The Washington Times», «Newsweek», «Time», «The Atlantic». В 2004 году Скейлз стал читателем курса лекций «Fleet Admiral Chester W. Nimitz Lecturer» в Калифорнийском университете в Беркли. Также, он является старшим научным сотрудником Потомакского института.

#### Бизнес
В 2000 году Скейлз стал президентом и исполнительным директором Университета Уолдена и «Capstar Government Services». В 2002 году он был назначен на должность старшего вице-президента дочерней компании «Sylvan Learning Systems». Позже Скейлз занял пост президента консалтинговой компании «Colgen, Inc.», специализирующейся на военных играх и стратегическом руководстве. В этом качестве по приглашению генерала Дэвида Петреуса он несколько раз посещал Ирак, где занимался продвижением военных контрактов и проведением брифингов на высоком уровне.

#### Связи с Пенгатоном и взгляды на военные конфликты
В 2008 году в газете «The New York Times» были опубликованы документы двух-летнего журналистского расследования, согласно которым в начале 2002 года Пентагон запустил программу набора на должность военных аналитиков за зарплату около 75 «ключевых влиятельных» отставных военнослужащих, с целью подготовки общественности к «возможному вторжению в Ирак» с помощью благоприятного освещения деятельности правительства. Скейлз был участником этой группы, и в частности до войны в Ираке в феврале 2003 года он заявлял, что «эта операция будет идти так быстро», что американским военным не придётся беспокоиться о «теракте или даже обычной обороне по этому вопросу», а сама кампания будет длиться «недели, конечно не месяцы», и единственным, что может её продлить, так это расстояние «между иракскими городами». В связи с этим, его работа в СМИ критиковалась как провоенная, хотя он сам говорил, что не всегда принимал аргументы Пентагона. После этого, трансляции мнения Скейлза и его работа на «National Public Radio» были прекращены. В то же время, в одном из интервью Скейлз отметил, что «военная сила в будущем должна сбалансировать технологию с культурой. Существуют два подхода к войне, и, к сожалению, чувство аисторицизма за последние двадцать или двадцать пять лет закралось в армию из-за возможности демонстрирования технологий. В вооружённых силах существует каста, которая считает, что все конкретные проблемы, с которыми сталкиваются на войне, могут быть решены с помощью технологии. Я думаю, что то, что происходит сегодня в Ираке и Афганистане ясно показывает, что это не так», добавив, что «одной из наших проблем как общества является наше собственное культурное высокомерие в отношениях с иностранными культурами. Часть из них связана с чувством аисторицизма и неспособности по-настоящему понять иностранные культуры».
В контексте борьбы с ИГИЛ, Скейлз критикует президента США Барака Обаму за неподготовленность армии, оснащённой устаревшим вооружением, выступая за отправку большего количества подразделений Армии США в Ирак. Касательно проблемы военного конфликта на востоке Украины, Скейлз выступает за скорейшую отправку правительству Украины нового и современного вооружения для «предотвращения будущей российской агрессии».

#### Интервью «Fox News»
10 марта 2015 года Роберт Скейлз был приглашён на авторскую программу Лу Доббса «Lou Dobbs Tonight» на канале «Fox News Channel» для обсуждения борьбы иракских сил против ИГИЛ в районе города Тикрит, а также других мировых вопросов, в частности отправки 3000 военнослужащих США в Восточную Европу. Доббс задал Роберту Скейлзу следующий вопрос:

Доббс: 3000 американских военнослужащих размещают в Восточной Европе, и некоторое вооружение пойдёт с ними, по-видимому. И какого эффекта вы ожидаете?
Скейлз: Я думаю, что никакого эффекта. Это гейм, сет и матч на Украине. Единственный способ Соединённым Штатам оказать какое-то влияние на ситуацию в регионе и повернуть её вспять, так это начать убивать россиян… убивать россиян… убивать так много россиян, что даже путинские СМИ не смогли бы скрыть тот факт, что россияне возвращаются на свою родину в похоронных мешках. Но, учитывая количество поддержки, которую мы оказали украинцам и способность самих украинцев организовать контратаку против 12 тысяч российских солдат, расположившихся в их стране — к сожалению, это вряд ли случится.
Оригинальный текст (англ.)
Dobbs: 3,000 US troops deploying to Eastern Europe, some armor will be going with them, apparently. To what effect and what do you expect?
Scales: I think to no effect. It’s game, set and match in Ukraine. The only way the United States can have any effect in this region and turn the tide is start killing Russians... killing Russians by… killing so many Russians that even Putin’s media can’t hide the fact that Russians are returning to their motherland in body bags. But given the amount of support we’ve given to the Ukrainians and given the ability of Ukrainians themselves to counterattack against 12,000 Russians camped in their country – sadly, that’s not likely to happen.

Это высказывание вызвало живой интерес к личности военного аналитика со стороны российских и пророссийских СМИ, а также «бурю возмущения в блогах». В издании «Свободная пресса» было заявлено, что Скейлз будто бы давно «известен своими агрессивными высказываниями в адрес России», на сайте телепрограммы «Вести» отмечено, что он «считается типичным пожилым „ястребом“», на судьбу которого «наложили отпечаток» «молодые годы, отданные холодной войне», и якобы «призывает „убивать русских“ уже не в первый раз», добавив, что ему «все сошло с рук. Впрочем, возможно — только пока», в газете «Советская Россия» сказано, что «такие, как Скейлз, разжигают русофобию и провоцируют российско-американский кризис», журналист издания «Российский миротворец» заявил, что «Скейлз оказался наследником Геринга», являясь «бравым воякой с откровенно фашистскими взглядами» и «поклонником фашистской идеологии», а в английской версии новостного агентства «Правда.ру» и вовсе сравнили Скейлза с Гитлером. Однако, сам контекст заявления Скейлза предполагал, что его слова являются риторикой, а не призывом к оружию.

##### Уголовное дело
Власти России расценили выступление Скейлза как призыв к убийству русских, и 12 марта 2015 года представитель Следственного комитета РФ Владимир Маркин сообщил о возбуждении уголовного дела «в отношении гражданина США Роберта Скейлза по признакам преступления, предусмотренного ч. 2 ст. 354 УК РФ (публичные призывы к развязыванию агрессивной войны, совершенные с использованием средств массовой информации). По данным следствия, выступая в эфире одного из телеканалов в марте 2015 года, отставной генерал американской армии Роберт Скейлз призвал высшее политическое и военное руководство США, американских граждан к осуществлению военных операций на территории Украины и убийству граждан Российской Федерации, а также русскоязычного населения. Данные высказывания нарушают нормы не только российского законодательства, но и положения статьи 20 Международного пакта о гражданских и политических правах 1966 года, запрещающей любую пропаганду войны и любое подстрекательство к дискриминации, вражде или насилию», добавив, что ведутся «следственные действия, направленные на установление всех обстоятельств преступления». Данное преступление по Уголовному кодексу РФ предусматривает за собой наказание в виде штрафа в размере до 500 тысяч рублей или в размере дохода осуждённого за период до трёх лет или лишения свободы на срок до 5 лет, однако возможность экстрадиции и наказания Скейлза ничтожна. Попутно Маркин на своей странице в «Twitter» приравнял Скейлза к маньякам:
Думали,что весной активизируются только маньяки,шизофреники и педофилы,но оказалось ещё и отставные американские генералы. Будем иметь в виду
Заместитель премьер-министра РФ Дмитрий Рогозин опубликовал на странице в «Twitter» две фотографии — на первой Скейлз, а на второй — музыканты Андрей Макаревич и Евгений Маргулис, к которым приложил эпиграмму собственного сочинения:
Генерал Америки в запасе Призвал убить русских на Донбассе Вояки грозный, хмурый взгляд Испугал лишь этих двух ребят
В то же время, официальный представитель Министерства иностранных дел РФ Александр Лукашевич заявил, что «некоторые американские военные и политические деятели, начавшие убивать ещё во Вьетнаме, вроде генерала Р. Скейлза, никак не могут угомониться. Лютая русофобия застит им глаза, и они уже не в состоянии адекватно воспринимать реальность. Не менее отвратительно, что призывы к убийству наших соотечественников, нас с вами, прозвучали в эфире одного из ведущих общенациональных телеканалов США, в прайм-тайм, в расчёте на максимальную зрительскую аудиторию. Именно так центральные СМИ этой страны формируют в американском обществе атмосферу ненависти к России. Причём тон оголтелой антироссийской пропаганде задаёт официальный Вашингтон, изо дня в день тиражирующий агрессивные заявления».
13 марта официальный представитель Государственного департамента США Джен Псаки на брифинге на вопрос журналиста о высказывании Скейлза отметила, что он является отставником и «не говорил с правительством Соединённых Штатов и, конечно, это не согласуется с нашими взглядами», добавив, что «должно быть абсолютно ясно: это лицо не выступает от имени правительства Соединённых Штатов».
В тот же день, в программе Греты Ван Састерен «On the Record w/ Greta Van Susteren» Скейлз признался, что «мой круиз по Балтике прервался. Нет водки, и нет, ты знаешь, борща для меня», отметив, что заведение уголовного дела и расследование — «это русская версия первой поправки. Пять лет в тюрьме, если вы скажете то, что разозлит Владимира Путина. Но посмотрите, это большое дело, Грета. Это русская форма войны, которая управляется Владимиром Путиным», добавив, что «получил электронные письма от людей из России, о которых я никогда не слышал. Я не знал, что Fox смотрят в России».
19 марта, в интервью Лу Доббсу на «Fox News», Скейлз объяснил возбуждение уголовного дела в отношении него тем, что российские власти охотятся за людьми, которые «понимают истинную подоплёку этой войны и пытаются её растолковать американскому народу», отметил, что это лишь психологическое запугивание, и серьёзных последствий оно не возымеет, пошутив, что на всякий случай приобрёл детектор полония. После этого, в газете «Комсомольская правда» отметили, что якобы «теперь „убийцу русских“ так расперло от своей значимости, (ведь заметили в России, и даже уголовное дело возбудили), что он стал ждать вендетты. Американский герой — артиллерист, который храбро расстреливал вьетнамские и корейские деревни, теперь ждёт человека, который прячет в складках плаща ледоруб и кинжал?», Рогозин посмеялся над словами Скейлза, сказав — «О, да он совсем ку-ку!», а Маркин снова иронично поинтересовался:
Сколько ж памперсов у него уходит в день?! А ведь весна ещё вся впереди…
3 апреля МИД РФ снова выпустил заявление, в котором США были вновь обвинены в русофобии, так как «общенациональные СМИ и ведущие политологические центры, как по команде, выплескивают русофобские пасквили, старательно лепя из России образ врага, внушая обывателям ненависть ко всему русскому», и «по-прежнему неймётся старым „рыцарям холодной войны“, вроде отставного генерала Р. Скейлса» и Уэсли Кларку — «американо-натовскому генералу в отставке, превозносящему гитлеровских пособников», потому что такие «пропагандисты под стать политическому заказу Вашингтона».

## Личная жизнь
Роберт Скейлз женат на Диане. В дополнение к отцу Скейлза, отец его жены и муж её сестры тоже находились на военной службе. Обе их дочери также присоединились к Армии. В 2002 году в 59-летнем возрасте Скейлз купил свой первый дом, после «путешествий по всему миру в течение основной части своей жизни». Его брат является гитаристом в рок-группе.

## Награды
|  | | |
|  | | Бронзовый пучок дубовых листьев · Бронзовый пучок дубовых листьев · Бронзовый пучок дубовых листьев · Бронзовый пучок дубовых листьев |
|  | Бронзовый пучок дубовых листьев · Бронзовый пучок дубовых листьев · Бронзовый пучок дубовых листьев · Бронзовый пучок дубовых листьев | |
|  | | |

Сверху вниз, слева направо: Знак старшего парашютиста и Нашивка рейнджера
- Первый ряд:Медаль Армии "За выдающуюся службу, Медаль «Серебряная звезда», Орден «Легион почёта» с четырьмя дубовыми листьями;
- Второй ряд: Медаль «Бронзовая звезда», Медаль похвальной службы с четырьмя дубовыми листьями, Воздушная медаль;
- Третий ряд: Идентификационный знак Штаба армии США.

## Комментарии
1. ↑  Орфография и пунктуация сохранены.
2. ↑  Орфография и пунктуация сохранены.
3. ↑  К моменту начала войны в Корее в 1950 году, Скейлзу было шесть лет.
4. ↑  Орфография и пунктуация сохранены.
5. ↑  Орфография и пунктуация сохранены.